# 国際標準化機構が定める国際標準一覧 (ISO 11000 から ISO 11999 まで)
ISO 10000 から ISO 10999 まで - 国際標準化機構が定める国際標準一覧 - ISO 12000 から ISO 12999 まで
- ISO 11001 農業用ホイルトラクタ及び機具 - 3点ヒッチ連結器
- ISO/IEC 11002 情報技術 - マルチパスマネジメントAPI
- ISO 11003 接着剤 - 構造用接着剤のせん断特性の測定
- ISO 11005 製図 - 主文書の使用
- ISO 11007 石油製品及び潤滑剤 - 潤滑グリースの防錆特性の測定
- ISO 11009 石油製品及び潤滑剤 - 潤滑グリースの水洗い流し特性の測定
- ISO 11012 大型商用車両及びバス - オンセンターハンドリングの定量化のためのオープンループ試験方法 - 蛇行試験及び操舵移行試験
- ISO 11014 化学製品の安全データシート - 章の内容及び順序
- ISO 11016 中国型ダイウィキョウ(Illicium verum Hook. f.)
- ISO/IEC TR 11017 情報技術 - 国際化のフレームワーク
- ISO/TR 11018 精油 - 引火点の測定の一般指針
- ISO 11019 ロバジ根油(Levisticum officinale Koch)
- ISO 11020 イベリア型テレピン油(Pinus pinaster Sol.)
- ISO 11021 精油 - 水分の定量 - カールフィッシャ法
- ISO 11023 カンゾウ抽出物(Glycyrrhiza glabra L.) -- グリシルリジン酸含有量の定量--高性能液体クロマトグラフィーを利用する方法
- ISO 11024 精油 - クロマトグラフ図表に関する一般指針
- ISO 11025 中国型桂皮油 - トランスシナマルデヒド含有量の定量 - 毛管カラムのガスクロマトグラフ法
- ISO 11026 大型商用車両及びバス - 横転防止試験方法 - クロージングカーブ試験
- ISO 11027 コショウ及びコショウオレオレジン - ピペリン含有量の定量 - 高性能液体クロマトグラフィーを用いる方法
- ISO 11035 官能試験 - 多次元アプローチによる官能分析表作成のための記述語の確認及び選択
- ISO 11036 官能試験 - 方法 - テクスチャ分析表
- ISO 11037 官能試験 - 食物の色評価の一般的指針及び試験方法
- ISO 11040 予備充填注射器
- ISO 11041 作業環境大気 - ひ素、ひ素化合物及び三酸化二ひ素蒸気の定量 - 水素化物発生法と原子吸光分析法
- ISO 11042 ガスタービン - 排気ガス排出
- ISO 11043 メチルチャビコール型バジル油(Ocimum basilicum L.)
- ISO/TR 11044 水質 - 藻類群の成長抑制試験の化学的及び技術的側面
- ISO 11047 地盤環境 - カドミウム、クロム、コバルト、銅、鉛、マンガン、ニッケル、亜鉛の定量 - フレームと電気加熱原子吸光分析法
- ISO 11048 地盤環境 - 水溶性及び酸溶性硫酸塩の定量
- ISO 11050 小麦粉及びデュラム小麦セモリナ - 動物由来の不純物の定量
- ISO 11051 デュラム小麦(Triticum durum Desf.) --仕様
- ISO 11052 デュラム小麦粉及びセモリナ - 黄色色素含有量の定量
- ISO 11053 植物性脂肪及び油 - ミルクチョコレートのココアバター等量の定量
- ISO 11054 切断工具 - 高速度鋼群の呼称
- ISO 11055 往復内燃機関のフライホイール - クラッチ取付け寸法
- ISO 11056 官能分析 - 方法 - マグニチュード推定法
- ISO 11058 ジオテキスタイル及びジオテキスタイル関連製品 - 荷重無し面に垂直な透水特性の測定
- ISO/TS 11059 牛乳及び乳製品 - シュードモナスspp.の計数の方法
- ISO 11064 コントロールセンターの人間工学的設計
- ISO/TR 11065 産業オートメーション用語集
- ISO/TR 11069 アルミニウム構造物 - 材料及び設計 - 静的荷重下の最終限界状態
- ISO 11070 使い捨て殺菌血管カテーテルインデューサ
- ISO/IEC 11072 情報技術 - コンピュータグラフィックス - コンピュータグラフィックス基準モデル
- ISO 11073 保健医療情報 - 介護専用端末医療装置通信
- ISO 11074 地盤環境 - 用語
- ISO 11075 宇宙航行体 - 航空機着氷除去/凍結防止流体、ISO　I型
- ISO 11076 航空機 - 流体による地上着氷除去/凍結防止方法
- ISO 11077 宇宙航行体 - 自走式航空機着氷除去/凍結防止車両 - 性能要求事項
- ISO 11078 宇宙航行体 - 航空機着氷除去/凍結防止非流体、ISO　II、Ⅲ及びⅣ型
- ISO 11079 熱環境の人間工学 - 必要な衣服熱抵抗(IREQ)及び局部冷却作用を使用したときの寒冷ストレスの測定及び評価
- ISO/TS 11080 歯科 - 歯科装置の処置用水の微生物学的品質の改善及び維持を意図した処置方法の評価のための試験方法の必須特性
- ISO 11082 コンクリート構造物補強用溶接金網の認証方式
- ISO 11083 水質 - 六価クロムの定量 - 1.5ジフェニルカルバジド吸光光度法
- ISO 11084 表示技術 - 写真感光材料、フォイル及び印画紙の登録システム
- ISO 11085 穀物、穀物製品及び飼料 - ランダル抽出法による原脂肪及び全脂肪含有量の求め方
- ISO 11086 ガスタービン - 用語
- ISO 11087 アルペンスキー締め付け具 - 保持装置 - 要求事項及び試験方法
- ISO 11088 アルペンスキー/締め付け具/靴(S-B-B)システムの組立、調整及び検査
- ISO 11089 合成ゴム - 高速液体クロマトグラフィによる劣化防止剤の定量
- ISO 11090 形彫放電加工機の検査
- ISO 11091 構造図 - 全景図面製図法
- ISO 11092 繊維 - 生理的影響 - 定常状態での熱及び水蒸気耐性の測定(汗かきガード付きホットプレート法)
- ISO 11093 紙及び板紙 - 紙管の試験方法
- ISO 11094 音響 - 動力芝刈り機、芝刈りトラクタ、芝/庭用トラクタ、業者用草刈及び草刈アタッチメントを持つ芝/庭用トラクタ-排出される空気伝ぱノイズ測定の試験規則
- ISO 11095 標準物質を用いた線形校正(検量線が直線の場合)
- ISO 11096 路上走行車 - 歩行者保護装置 - 歩行者の太股、脚及び膝の衝撃試験
- ISO 11102 往復動内燃機関 - ハンドル始動機器
- ISO 11104 宇宙データ及び情報転送システム - タイムコードフォーマット
- ISO 11105 小型船舶 - ガソリンエンジン及び/又はガソリンタンク室
- ISO 11106 写真 - スライド映写機用
- ISO 11107 レクレーショナルダイビングサービス - エンリッチドエアーナイトロックス(EAN)ダイビングの訓練計画の要求事項
- ISO 11108 情報及びドキュメンテーション - 不変性及び耐久性の要求事
- ISO 11110 水上スポーツ機器 - スキー/靴/締め付け具機能単位の取付けのための試験装置 - 要求事項及び試験
- ISO 11111 繊維機械 - 安全要求事項
- ISO 11112 土工機械 - 運転席 - 寸法及び要求事項
- ISO 11114 可搬形高圧ガス容器 - 中味がガスの高圧容器及び弁材料の互換性
- ISO 11117 高圧ガス容器 - 弁保護キャップ及び弁ガード - 設計、組立及び試験
- ISO 11118 高圧ガス容器 - 非再充填式金属高圧ガス容器 - 仕様及び試験方法
- ISO 11119 複合構造の高圧ガス容器 - 仕様及び試験方法
- ISO 11120 高圧ガス容器 - 水容量150 l-3000 lの圧縮ガス輸送用再充填式継目無鋼管 - 設計、組立及び試験
- ISO 11121 レクレーショナルダイビングサービス  -  スキューバダイビングの入門訓練計画の要求事項
- ISO 11124 塗料及び関連製品を塗装する前の鋼被塗物の調製 - 金属性ブラストクリーニング研削材の規格
- ISO 11125 塗料及び関連製品を塗装する前の鋼被塗物の調整 - 金属性ブラストクリーニング研削材の試験方法
- ISO 11126 塗料及び関連製品を塗装する前の鋼被塗物の調整 - 非金属性ブラストクリーニング研削材の規格
- ISO 11127 塗料及び関連製品を塗装する前の鋼被塗物の調整 - 非金属性ブラストクリーニング研削材の試験方法
- ISO 11130 金属及び合金の腐食 - 塩水における交互浸せき試験
- ISO 11135 ヘルスケア製品の滅菌 - エチレンオキサイド
- ISO 11137 ヘルスケア製品の滅菌 - 放射線滅菌
- ISO 11138 ヘルスケア製品の滅菌 - 生物指標
- ISO 11140 医療用品の滅菌 - 化学的インジケータ
- ISO 11142 マイクログラフィックス - カラーマイクロフィルム - ラインオリジナル及び連続トーンオリジナルを制作するための露出技法の適用
- ISO 11143 歯科 - アマルガムセパレータ
- ISO 11144 歯科機器 - 供給品及び廃棄品の関係
- ISO 11145 光学及びフォトニクス - レーザ及びレーザ関連機器 - 用語及び記号
- ISO 11146 レーザ及びレーザ関連機器 - レーザビーム幅、発散角及びビーム伝播係数の試験方法
- ISO 11148 ハンドヘルド非電動動力工具 - 安全要求事項
- ISO 11151 レーザ及びレーザ関連機器 - 標準光学構成部品
- ISO/PAS 11154 路上走行車 - ルーフロードキャリア
- ISO 11155 路上走行車 - 乗員室用エアフィルタ
- ISO 11157 路上走行車 - ブレーキライニングアセンブリ - 慣性動力計試験方法
- ISO 11158 潤滑剤、工業用オイル及び関連製品(等級L) - ファミリ(油圧系統) - 分類HH、 HL、 HM、HV及びHGの仕様
- ISO/IEC 11160 情報技術 - 事務機器 - 仕様書に含まれる最低限の情報 - プリンタ
- ISO 11161 機械の安全性 - 統合生産システム - 基本的要求事項
- ISO 11162 塩水中のコショウの実(Piper nigrum L.)-- 仕様及び試験方法
- ISO 11163 乾燥スイートバジル(Ocimum basilicum L.) --仕様
- ISO 11164 乾燥ローズマリー(Rosmarinus officinalis L.) -- 仕様
- ISO 11165 乾燥セージ(Salvia officinalis L.) --仕様
- ISO 11168 スパークプラグ及びグロープラグ用ソケットレンチ
- ISO 11169 林業機械 - 車輪付き特殊機械 - 用語、性能試験方法及びブレーキ系統の基準
- ISO 11170 油圧動力 - フィルタエレメント - 性能特性検証のための試験手順
- ISO 11171 油圧動力 - 液体用自動粒子カウンタの校正
- ISO/IEC 11172 情報技術 - 1,5 Mbit/s以下のデジタル記録媒体のための映画及び関連オーディオの符号化
- ISO 11173 熱硬化性プラスチック管 - 外部ブロー耐性の測定 - ステアケース法
- ISO 11174 作業環境大気 - 粒子状カドミウム及びカドミウム化合物の定量 - フレーム式及び電気加熱式原子吸光分析法
- ISO 11178 ダイウイキョウ油、フランスタイプ - 仕様
- ISO/IEC 11179 情報技術 - メタデータ・レジストリ (MDR)[1]
- ISO 11180 郵便住所割り当て[2]
- ISO 11192 小型船舶 - 図記号
- ISO 11193 医療検査用使い捨て手袋
- ISO 11195 医用ガス混合器 - 独立形ガス混合器
- ISO 11197 医薬品ユニット
- ISO 11199 両手操作歩行補助具 - 要求事項及び試験方法
- ISO 11200 音響 - 機械及び装置-放射された騒音 - ワークステーション及び他の所定の位置における放射音圧レベルの計測に使用される基本的規格に対する指針
- ISO 11201 音響 - 機械及び装置から放出される騒音 - 環境補正が無視できる反射面上の真の自由空間におけるワークステーション及び他の所定の位置での放射音圧レベルの測定
- ISO 11202 音響 - 機械及び装置から放出される騒音 - 近似的環境補正が適用されるワークステーション及び他の所定の位置での放射音圧レベルの測定
- ISO 11203 音響 - 機械及び装置-放射された騒音 - 音響パワーレベルによるワークステーション及び他の所定の位置における放射音圧レベルの計測
- ISO 11204 音響 - 機械及び装置から放出される騒音 - 正確な環境補正が適用されるワークステーション及び他の所定の位置での放射音圧レベルの測定
- ISO 11205 音響 - 機械及び機器から放射される騒音 - 音響強度を用いた作業場及びその他の規定場所における現場の放射音圧レベルの測定のための工学的方法
- ISO 11210 プラチナ宝石合金中のプラチナの定量 - ジアンモニウムヘクサクロロプラチネートの析出後の重量測定法
- ISO 11212 でんぷん及び派生製品 - 重金属含有量
- ISO 11213 変性でんぷん - アセチル含有量の定量 - 酵素法
- ISO 11214 変性でんぷん - 酸化でんぷん中のカルボキシル基含有量の定量 - 酵素法
- ISO 11215 変性でんぷん - アセチル化アジピン酸ジでんぷんのアジピン酸含有量の定量 - ガスクロマトグラフ法
- ISO 11216 変性でんぷん - カルボキシルメチルでんぷん中のカルボキシメチル基含有量の定量
- ISO 11217 宇宙航行体 - 油圧システム流体汚染 - サンプリング点の位置及びサンプリング基準
- ISO 11218 宇宙航行体 - 作動油の清浄度分類
- ISO 11222 大気の質 - 大気の質の測定に関する時間平均の不確かさの求め方
- ISO 11223 石油及び液体石油製品 - 直接静的測定 - 静圧タンクゲージによる立て形貯蔵タンクの内容測定
- ISO 11224 繊維 - 不織布のウェブ形成及びボンディング - 用語
- ISO 11226 人間工学 - 静的作業姿勢の評価
- ISO 11228 人間工学 - 手動取扱い
- ISO 11231 宇宙システム - 確率的リスクアセスメント(PRA)
- ISO 11234 ゴム用配合剤 - カーボンブラック(粒状) - 粉末度の求め方
- ISO 11235 ゴム用配合剤 - スルフェンアミド系加硫促進剤 - 試験方法
- ISO 11236 ゴム配合剤 - p-フェニルエネジアミン(PPD)劣化防止剤 - 試験方法
- ISO 11237 ゴムホース及びホースアセンブリ - 油性流体又は水性流体用のコンパクトワイヤブレード補強油圧タイプ - 仕様
- ISO 11241 航空機 - 航空機機関輸送装置
- ISO 11242 航空機 - 貨物コンテナの均圧要求事項
- ISO 11243 サイクル - 自転車用荷台 - 概念、分類及び試験
- ISO 11248 プラスチック - 熱硬化成形材料 - 高温での短期性能評価
- ISO 11252 レーザ及びレーザ関連機器 - レーザ装置 - 文書化のための最低要求事項
- ISO 11254 レーザ及びレーザ関連機器 - 光学表面のレーザ誘導損傷いき値の測定
- ISO 11256 高炉直接還元供給原料用鉄鉱石ペレット - クラスタリング指数の測定
- ISO 11257 高炉直接還元供給原料用鉄鉱石 - 低温還元・壊変指数及びメタライゼーション度の測定
- ISO 11258 高炉直接還元供給原料用鉄鉱石 - 還元指数、還元の最終度及びメタライゼーション度の測定
- ISO 11260 地盤環境 - 塩化バリウム溶液を用いた有効陽イオン交換容量と基本飽和度の定量
- ISO 11261 地盤環境 - 全窒素量の定量 - 修正Kjeldahl法
- ISO 11262 地盤環境 - シアン化合物の定量
- ISO 11263 地盤環境 - りんの定量 - 炭化水素ナトリウム溶液中のりんの分光計による定量
- ISO 11264 地盤環境 - 除草剤の測定 - UV検出をもつHPLCによる方法
- ISO 11265 地盤環境 - 電気伝導率の定量
- ISO 11266 地盤環境 - 好気条件下の土の有機化学の生分解に対する室内実験に関する指針
- ISO 11267 地盤環境 - 土の汚染物質によるCollembola (Folsomia candida)の再生産の防止
- ISO 11268 地盤環境 - みみず(Eisenia fetida)に及ぼす汚染の影響
- ISO 11269 地盤環境 - 土壌植物性微生物に及ぼす汚染の影響の定量
- ISO 11271 地盤環境 - 酸化還元電位の定量 - 電界法
- ISO 11272 地盤環境 - 乾燥密度の定量
- ISO 11274 地盤環境 - 水分保持特性の測定 - 室内試験法
- ISO 11275 地盤環境 - 非飽和透過係数及び保水率の測定 - 風蒸発法
- ISO 11276 地盤環境 - 間隙水圧の測定 - テンシオメーター法
- ISO 11277 地盤環境 - 無機質土の粒径分布の決定 - ふるいと沈降分析による方法
- ISO 11285 牛乳 - ラクツロースの定量
- ISO 11286 茶 - 粒度分析による等級分類
- ISO 11289 密封シール容器に入った熱処理食品 - pHの測定
- ISO 11290 食品及び動物飼料の細菌検査 - リステリア菌の検出及び計数の水平法
- ISO 11292 インスタントコーヒー - 遊離及び全炭水化物含有量の定量 - 高性能陰イオン交換クロマトグラフィを用いる方法
- ISO 11294 焙煎粉コーヒー - 水分の定量 - 103℃での質量損測定による方法(ルーティン法)
- ISO 11295 修復に使用するプラスチック配管システムの設計に関する分類及び情報
- ISO 11296 非加圧地下排水及び下水網の修復用プラスチック配管システム
- ISO 11298 地下給水網の修復用プラスチック配管システム
- ISO 11303 金属及び合金の腐食 - 大気腐食に対する保護方法の選定の指針
- ISO 11306 金属及び合金の腐食 - 表面海水における金属の露出及び評価の指針
- ISO 11312 写真 - プリプレス産業用シート感光材料 - 寸法及び要求事項
- ISO 11315 写真 - 室内での映写
- ISO 11318 心臓細動除去器 - インプラント型除細動器用コネクタアセンブリDF-1 - 寸法及び試験要求事項
- ISO/IEC 11319 情報技術 - 情報交換のための8 mm幅磁気テープカートリッジ - らせん走査録音
- ISO/IEC 11321 情報技術 - 情報交換のための3.81 mm幅磁気テープカートリッジ - らせん走査録音 - DATA/DAT書式
- ISO 11323 鉄鉱石及び直接還元鉄 - 用語集
- ISO/TR 11328 開水路における液体の流れの測定 - 氷点下における放水の測定機器
- ISO 11329 流量測定 - 潮路における浮遊堆積物輸送の測定
- ISO 11334 片腕操作歩行補助具 - 要求事項及び試験方法
- ISO 11337 プラスチック - ポリアミド - ガスクロマトグラフィーによるe-カプロラクタム及びw-ラウロラクタムの定量
- ISO 11338 固定発生源 - 気相及び粒子相多環式芳香族炭化水素の測定
- ISO 11339 接着剤 - 軟質材同士の接着部のT字はく離試験
- ISO 11341 塗料及びワニス - 促追耐候性(キヤノンアーク灯式)
- ISO 11342 機械振動 - 弾性ロータの機械的吊り合わせ方法及び基準
- ISO 11343 研磨剤 - 高強度接着接合の衝撃条件下における動的割裂抵抗性試験方法 - くさび衝撃法
- ISO 11344 生ゴム及び合成ゴム - ゲル透過クロマトグラフィによる溶液ポリマーの分子質量分布の測定
- ISO 11345 ゴム - カーボンブラック及びカーボンブラック/シリカ分散の評価 - 高速比較法
- ISO 11346 加硫ゴム、熱可塑性ゴム - 最高使用温度とライフタイム評価
- ISO 11348 水質 - ビブリオ・フィシャリの光放射への水試料の抑制効果の測定(発光バクテリア試験)
- ISO 11349 水質 - 低揮発性脂肪親和性物質の定量 - 重量測定法
- ISO 11357 プラスチック - 示差走査熱量測定(DSC
- ISO 11358 プラスチック - 重合体の熱重量測定法(TG)
- ISO 11359 プラスチック - 熱機械測定(TMA)
- ISO 11363 高圧ガス容器 - 高圧ガス容器へのバルブ接続用17E及び25Eテーパねじ
- ISO 11369 水質 - 選定された植物処理剤の定量 - 固-液抽出後UV検出による高速液体クロマトグラフ法を使用する方法
- ISO 11372 高圧ガス容器 - 溶解アセチレン用シレンダ - 充填時の検査
- ISO 11375 建設機械及び装置 - 用語及び定義
- ISO 11377 繊維性床敷物 - 床の汚れ - 試験サイトの設定及び汚れの評価
- ISO 11378 繊維性床敷物 - 試験所汚れ試験
- ISO 11379 繊維性床敷物 - 噴霧抽出による試験所清掃手順
- ISO 11380 光学及び光学機器 - 眼光学 - フォーマ
- ISO 11381 光学及び光学機器 - 眼光学 - ねじ
- ISO 11382 光学及びフォトニクス - 光学材料及び構成物 - 0.78 m-25 mの範囲内の赤外線スペクトルで用いる光学材料のキャラクタリゼーション
- ISO 11393 手持ちチェーンソー使用者用保護服
- ISO 11399 温熱環境の人間工学 - 国際規格の思根と適用原理
- ISO 11400 ニッケル、フェロニッケル及びニッケル合金 - りんの定量 - モリブドバナドりん酸吸光光度法
- ISO 11401 プラスチック - フェノール樹脂 - 液体クロマトグラフィーによる析出
- ISO 11402 フェノール、アミノ及び縮合樹脂 - 遊離ホルムアルデヒドの定量
- ISO 11403 プラスチック - 比較可能マルチポイントデータの収集及び表示
- ISO/IEC 11404 情報技術 - 汎用データ型(GPD)
- ISO/TS 11405 歯科材料 - 歯の組織への接着性の試験
- ISO 11406 商用路上走行車 - 後部取付け軸継手を持つトーイング車両とドローバートレーラ間の機械的軸継手 - 互換性
- ISO 11407 商用路上走行車 - 前方及び下部取付け軸継手を持つトーイング車両と中心軸トレーラ間の機械的軸継手 - 互換性
- ISO 11408 鉄鋼への黒色酸化化成処理皮膜 - 規格並びに試験方法
- ISO 11409 プラスチック - フェノール樹脂 - 示差走査熱量測定による反応熱及び温度の測定
- ISO/IEC 11411 情報技術 - 状態遷移のソフトウェアの構成及びその表記方法
- ISO 11412 アルミニウム生産用炭質 - か焼コークス - 水分の定量
- ISO 11413 プラスチック管及び管継手 - ポリエチレン(PE)管と電気溶解管継手の間の試験片アセンブリの調製
- ISO 11414 プラスチック管及び管継手 - 突合せ融解によるポリエチレン(PE)管/管又は管/管継手試験片アセンブリの作成
- ISO 11415 プレス工具 - ダイセット
- ISO 11416 テニスラケット - ラケット構成要素及び物理パラメタ
- ISO 11418 医薬品用容器及び附属品
- ISO 11421 光学及び光学機器 - OTF測定精度
- ISO 11423 水質 - ベンゼン及び誘導体の定量
- ISO 11424 内燃機関用真空ゴムホース、ゴム管 - 規格
- ISO 11425 自動車用パワーステアリングゴムホース及びホースアセンブリ - 規格
- ISO 11426 金宝石合金中の金の定量 - 灰吹法(試金)
- ISO 11427 銀宝石合金中の銀の定量 - 集荷カリウムを使用した容積(電位差)法
- ISO 11428 人間工学 - 視覚的な危険信号 - 一般的な必要条件、設計及び検査
- ISO 11429 人間工学 - 音及び光を用いた危険及び安全信号のシステム
- ISO 11431 建築構造 - 目地処理用製品 - シーリング材の熱、水及びガラスを通した人工光線への暴露後の接着/粘着特性
- ISO 11432 建築構造 - シーリング材 - 圧縮強さの測定
- ISO 11433 ニッケル及びニッケル合金 - チタン量の定量 - ジアンチピリルメタン吸光光度法
- ISO 11435 ニッケル合金 - モリブデンの定量 - 誘導結合高周波プラズマ発光分光分析方法
- ISO 11436 ニッケル及びニッケル合金 - 全ほう素の定量 - クルクミン吸光光度法
- ISO 11437 ニッケル合金 - 電気加熱原子吸光法による微量元素含有量の定量
- ISO 11438 フェロニッケル - 電気加熱原子吸光法による微量元素含有量の定量
- ISO 11439 高圧ガス容器 - 自動車用燃料としての天然ガス車上貯蔵用高圧容器
- ISO 11441 鉛硫化精鉱 - 鉛の定量方法 - 硫化鉛沈殿分離EDTA逆滴定法
- ISO 11442 技術製品文書 - 文書管理
- ISO 11443 プラスチック - 毛細管及びスリットダイ流量計を用いるプラスチックの流動性の測定
- ISO/TR 11444 パレットの建造に使用するのこ引き木材の品質
- ISO 11446 路上走行車 - けん引車両と被けん引車両の電気的接続のためのコネクタ - 12 Vの電源電圧を持つ車両のための13極コネクタ
- ISO 11448 動力シュレッダ及びチッパー - 定義、安全要求事項及び試験手順
- ISO 11449 後押し動力回転式耕運機 - 定義、安全要求事項及び試験手順
- ISO 11450 収穫及び保存用機器 - 丸型ベイラ - 用語及び商用仕様
- ISO 11451 路上走行車 - 狭帯域放射電磁エネルギーによる電気的妨害のための車両の試験方法
- ISO 11452 路上走行車 - 狭帯域放射電磁エネルギーによる電気的妨害のコンポーネント試験方法
- ISO 11453 データの統計的な解釈方法 - 割合に関する検定方法と推定方法
- ISO 11455 原料光学ガラス - 複屈折の測定
- ISO/IEC 11458 情報技術 - マイクロプロセッサシステム - VICbus - クレート間ケーブルバス
- ISO 11459 鉄鉱石 - 認証標準材料 - 化学分析用調製及び認証
- ISO 11460 2輪モータサイクル - 照明及び照明信号装置の位置決定
- ISO 11461 地盤環境 - コアリングスリーブを使用する体積含有率としての地盤含水量の定量 - 重量法
- ISO 11462 統計的工程管理(SPC)の実施のためのガイド
- ISO 11463 金属及び合金の腐食 - 孔食の評価
- ISO 11464 地盤環境 - 物理化学分析のための試料の前処理
- ISO 11465 地盤環境 - 単位質量当りの乾燥成分と含水比の定量 - 重量法
- ISO 11466 地盤環境 - 王水中への微量元素の抽出
- ISO 11468 プラスチック - 試験用PVCペーストの調製 - 溶解機法
- ISO 11469 プラスチック - プラスチック製品の識別及び表示
- ISO 11471 農業用トラクタ及び機械 - 遠隔油圧動力サービス及び制御のコード化
- ISO 11474 金属及び合金の腐食 - 人口空気での腐食試験 - 塩溶液の間欠噴霧による屋外促進試験（へげ試験)
- ISO 11475 紙及び板紙 - CIE白色度の測定、D65/10°(屋外昼光)
- ISO 11476 紙及び板紙 - CIE白色度の測定C/2°(屋内光)
- ISO 11480 パルプ、紙及び板紙 - 全塩素量及び有機結合塩素の試験方法
- ISO 11482 再処理プラントにおける二酸化プルトニウム（PuO2）の試料採取指針
- ISO 11483 核燃料技術 - α線スペクトロメトリによる238Pu/239Pu同位体比の決定と測定線源の調製
- ISO 11484 鋼製品 - 雇用者による非破壊試験(NDT)要員の資格認定システム
- ISO 11486 モータサイクル - 消費燃料の測定 - コーストダウン法によるシャシダイナモメータへの走行耐久性設定の方法
- ISO 11489 パラジウム宝石合金中のパラジウムの測定 - 塩化水銀(I)還元による重量測定
- ISO 11490 パラジウム宝石合金中のパラジウムの測定 - ジメチルグリオキシムによる重量測定
- ISO 11494 宝石類 - 白金宝石合金内の白金の定量 - 内部標準要素としてイットリウムを使用する誘導結合プラズマ(ICP)溶液分光分析法
- ISO 11495 宝石類 - パラジウム宝石合金内のパラジウムの定量 - 内部標準要素としてイットリウムを使用する誘導結合プラズマ(ICP)溶液分光分析法
- ISO 11496 圧力用継目無及び溶接鋼管 - 管端の面状欠陥検出用超音波探傷試験
- ISO 11497 テレマークスキー及び締め具 - 締め具取付け範囲 - 要求事項及び試験方法
- ISO 11498 歯科用ハンドピース - 低電圧電動モータ
- ISO 11499 歯科 - 局部麻酔用使い捨てカートリッジ
- ISO 11500 油圧動力 - 光遮断原則を用いる自動粒子計数による液体サンプルの微粒子状汚染レベルの測定
- ISO 11501 プラスチック - フィルム及びシーティング - 加熱時寸法変化の測定
- ISO 11502 プラスチック - フィルム及びシーティング - ブロッキング抵抗の測定
- ISO 11503 塗料及びワニス - 耐湿性の測定 - 不連続結露法
- ISO 11506 文書管理アプリケーション - 電子データのアーカイビング - コンピュータアウトプットマイクロフォーム(COM) / コンピュータアウトプットレーザディスク(COLD)
- ISO 11507 塗料及びワニス - 促追耐候性 - 紫外線蛍光ランプ法
- ISO 11508 地盤環境 - 土粒子の密度の定量
- ISO 11512 林業用機械 - 特別起動車 - ブレーキ系統の性能基準
- ISO/IEC 11518 情報技術 - 高速並列インタフェース
- ISO 11519 路上走行車 - 低速シリアルデータ通信
- ISO 11520 農業用穀類乾燥機 - 乾燥性能の測定
- ISO 11527 建築構造 - シーリング材 - 糸引き求めるための試験方法
- ISO 11529 ミリングカッタ - 呼称
- ISO 11530 路上走行車 - 油圧ジャッキ - 仕様
- ISO 11531 金属材料 - イヤリング試験
- ISO 11533 鉄鉱石 - コバルト含有量の定量 - フレーム原子吸光分析法
- ISO 11534 鉄鉱石 - すず含有量の定量 - フレーム原子吸光分析法
- ISO 11535 鉄鉱石 - 多様な元素の定量 - 誘導結合高周波プラズマ発光分光法
- ISO 11537 非破壊試験 - 熱中性子透過試験 - 一般通則と基本規則
- ISO 11540 14歳未満の児童用筆記具及び表示用具のキャップ - 安全要求事項
- ISO 11541 天然ガス - 高圧時水分の定量
- ISO 11542 プラスチック - 超高分子量ポリエチレン(PE-UHMW)成形及び押出し材料
- ISO 11543 変性でんぷん - ヒドロキシプロピル含有量の定量 - プロトン核磁気共鳴(NMR)分光分析法
- ISO/IEC 11544 情報技術 - 画像及びオーディオ情報の符号化表現 - 二段階画像圧縮
- ISO 11545 農業かんがい機器 - 噴霧器又はスプリンクラノズル付き心皿及び可動側面かんがい機 - 配水の均一性の測定
- ISO 11546 音響 - エンクロージャの遮音性能の測定
- ISO 11547 小型船舶 - スタートインギア保護
- ISO/TR 11548 視覚障害者のための通信補助具 - 8ドット点字のための識別子、名称及び符号化文字集合への割当
- ISO 11551 光学及び光学機器 - レーザ及びレーザ関連機器 - 光学レーザ構成部品の吸収率の試験方法
- ISO 11553 機械の安全性 - レーザ加工機械
- ISO 11554 光学及びフォトニクス - レーザ及びレーザ関連機器 - レーザビーム出力、エネルギー及び時間特性の試験方法
- ISO 11555 路上走行車 - キャラバン及び軽トレーラの安定装置
- ISO 11556 紙及び板紙 - 垂直につるした単一試験片を使用するカール測定方法
- ISO/IEC 11557 情報技術 - 情報交換のための3.81 mm幅磁気テープカートリッジ - らせん走査録音 - 60 m及び90 mテープを使用するDDS-DC書式
- ISO/IEC 11558 情報技術 - 情報交換のためのデータ圧縮 - 埋込み辞書による適応符号化 - DCLZアルゴリズム
- ISO/IEC 11559 情報技術 - 12.7 mm幅18トラック磁気テープカートリッジ上のデータ交換 - 拡張書式
- ISO/IEC 11560 情報技術 - 追記読取多重機能のために磁気光学効果を使用する130 mm光ディクスカートリッジ上のデータ交換
- ISO 11561 断熱材の経時変化 - 独立気泡プラスチックの耐熱性の長期変化の測定(試験所試験促進試験方法)
- ISO 11562 製品の幾何特性仕様(GPS) - 表面性状 - 輪郭曲線方式 - 位相補償形フィルタの特性
- ISO 11563 原油及び石油製品 - バルクカーゴ輸送 - パイプラインを満杯にするための指針
- ISO 11564 固定発生源 - 窒素酸化物質量濃度の定量方法 - ナフチレンジアミン吸光光度法
- ISO 11565 路上走行車 - 点火プラグ - 試験方法及び要求事項
- ISO 11566 炭素繊維 - 単一フィラメント試験片の引張り特性の測定
- ISO 11567 炭素繊維 - フィラメント直径及び断面積の測定
- ISO 11568 銀行業務 - 鍵管理(リテール)
- ISO/IEC 11569 情報技術 - システム間電気通信及び情報交換 - 26極インタフェースコネクタ結合性寸法及び端子番号の割当
- ISO/IEC 11570 情報技術 - システム間の電気通信及び情報交換 - 開放型システム間相互接続 - トランスポートプロトコル識別機構
- ISO/IEC 11571 情報技術 - システム間の電気通信及び情報交換 - 私設総合サービス網 - アドレス指定
- ISO/IEC 11572 情報技術 - システム間の電気通信及び情報交換 - 私設総合サービス網 - 回路型ベアラサービス - 相互交換信号手順及びプロトコル
- ISO/IEC 11573 情報技術 - システム間電気通信及び情報交換 - 施設総合サービス網の同期化方法及び技術要求事項
- ISO/IEC 11574 情報技術 - システム間の電気通信及び情報交換 - 私設総合サービス網 - 回路型64 kbit/sベアラサービス - サービスの説明、機能能力及び情報の流れ
- ISO/IEC 11575 情報技術 - システム間の電気通信及び情報交換 - OSIデータリンクサービスのためのプロトコルマッピング
- ISO/IEC 11576 情報技術 - データの可逆圧縮のためのアルゴリズム登録手順
- ISO/IEC 11577 情報技術 - 開放型システム間相互接続 - ネットワーク層セキュリティプロトコル
- ISO/IEC 11578 情報技術 - 開放型システム間相互接続 - 遠隔手順呼出(RPC)
- ISO/IEC 11579 情報技術 - システム間の電気通信及び情報交換 - 私設総合サービス網
- ISO/IEC 11581 情報技術 - ユーザシステムインタフェース及び記号 - アイコン記号及び機能
- ISO/IEC 11582 情報技術 - システム間の電気通信及び情報交換 - 私設総合サービス網 - 補足的サービスの支援のための一般機能プロトコル - 相互交換信号手順及びプロトコル
- ISO/IEC 11584 情報技術 - システム間の電気通信及び情報交換 - 私設総合サービス網 - 回路型レートベアラサービス - サービスの説明、機能能力及び情報の流れ
- ISO/IEC 11586 情報技術 - 開放型システム間相互接続 - 共通上部層セキュリティ
- ISO/IEC 11587 情報技術 - 開放型システム間相互接続 - トランザクション処理によるシステム管理のための応用コンテキスト
- ISO 11591 エンジン駆動小型船舶 - ヘルム位置-の前側方視界
- ISO 11592 船こく長さ8メートル未満の小型船舶 - 最大推進電力定格の測定
- ISO 11593 産業用マニピュレーティングロボット - 自動エンドエフェクタ自動交換装置 - 用語及び特性の表し方
- ISO 11596 宝石類 - 宝石類及び関連製品用及びその中の貴金属合金のサンプリング
- ISO 11599 埋込み放射性廃棄物の水硬性結合材の気孔率と通気率の決定
- ISO 11600 建築構造 - 接合材 - シーリング材の分類及び要求事項
- ISO 11601 消火活動 - 車輪付き消火器 - 性能及び構造
- ISO/TS 11602 消火 - 携帯式車輪付き消火器
- ISO 11606 船舶及び海洋技術 - 船舶用電子磁気コンパス
- ISO 11607 最終段階で滅菌される医療機器の包装
- ISO 11629 クレーン - クレーン及びその構成品の質量の測定
- ISO 11631 流体流量の測定 - 流量計の性能を規定する方法
- ISO 11632 固定発生源 - 二酸化硫黄質量濃度の定量方法 - イオンクロマトグラフ法
- ISO/TR 11636 保健医療情報 - 保健医療情報インフラストラクチャーのための動的オンデマンド仮想プライベートネットワーク
- ISO 11646 レザー - ゾーンの測定
- ISO 11659 繊維機械及び附属品 - 繊維処理油と接触する機械部品
- ISO 11661 移動式クレーン - クレーン能力の試験測定 - 定格能力表の表記
- ISO 11663 血液透析及び関連療法のための透析液の品質
- ISO 11670 レーザ及びレーザ関連機器 - レーザビームパラメタの試験方法 - ビーム位置の安定性
- ISO 11673 無可塑ポリ(塩化ビニル) (PVC-U)圧力管 - 破壊靱性特性の測定
- ISO 11674 船舶及び海洋技術 - 船首方位制御装置
- ISO 11675 繊維機械 - 横編機 - 用語
- ISO 11676 繊維機械及び附属品 - たて編機用チェーンリンク - 用語及び記号
- ISO 11677 繊維機械及び附属品 - オープンエンドループを持つフラットヘルドの主要寸法
- ISO 11678 農業灌漑機器 - アルミニウム灌漑管
- ISO 11681 林業機械 - 可搬式チェーンソーの安全要求事項及び試験
- ISO 11690 音響学 - 防音機械室の設計のための推奨作業
- ISO 11691 音響学 - 流れなしのダクト接続形消音器の挿入損失の測定 - 試験室調査方法
- ISO 11692 熱間加工温度からの析出硬化用フェライト - パーライト鋼
- ISO/IEC 11693 識別カード - 光メモリーカード - 一般特性
- ISO/IEC 11694 識別カード - 光メモリーカード - 直線記録方式
- ISO/IEC 11695 識別カード - 光メモリカード - ホログラフィック記録法
- ISO/TR 11696 火に対する反応試験結果の使用
- ISO 11697 構造設計の基礎 - バルク材による荷重
- ISO 11698 マイクログラフィックス - アパーチャカード走査器によって生み出される像質の測定方法
- ISO 11699 非破壊試験 - 工業用放射線フィルム
- ISO 11701 植物性脂肪及び油 - 光散乱式検出器を用いるHPLCによるレシチン内のリン脂質含有量の求め方
- ISO 11702 動物性及び植物性脂肪並びに油脂 - 総ステロール含有量の酵素測定法
- ISO 11704 水質 - 真水の総アルファ及びベータ線濃度の測定 - 液体シンチレーション計数法
- ISO 11723 固形鉱物燃料 - ヒ素及びセレンの定量 - エシュカ合剤及びハイブリッド生成法
- ISO 11724 固形鉱物燃料 - 石炭、コークス及びフライアッシュ中の総フッ素の定量
- ISO 11726 固形鉱物燃料 - 代替分析方法の妥当性確認の指針
- ISO 11731 水質 - レジオネラ菌の検出と計数
- ISO 11732 水質 - アンモニウム窒素の定量 - 流れ分析(CFA及びFIA)及び分光検出
- ISO 11733 水質 - 水中における有機化合物の消失と生分解性の評価 - 活性汚泥模擬試験
- ISO/IEC 11756 情報技術 - プログラム言語 - M
- ISO/TR 11761 軽量形金属容器 - 丸形オープントップ缶 - 構造タイプによる缶サイズの分類
- ISO TR 11762 軽量形金属容器 - 付加ガス入り液体製品用丸形オープントップ缶 - 構造タイプによる缶サイズの分類
- ISO/IEC 11770 情報技術 - セキュリティ技術 - 鍵管理
- ISO/TR 11776 軽量形金属容器 - 非丸形オープントップ缶 - 公称容量によって定義される缶
- ISO 11782 金属及び合金の腐食 - 腐食疲労試験
- ISO 11783 J1939ベースの農業車両および林業車両向け通信[3]
- ISO 11784 動物のデータキャリアシステム - コード構造
- ISO 11789 固定切断手段付動力エジャ - 定義、安全要求事項及び試験手順
- ISO 11800 情報及びドキュメンテーション - 製本に使用される接着剤及び方法の要求事項
- ISO/IEC 11801 情報技術 - 加入者宅用の共通配線
- ISO/IEC TR 11802 情報技術 - システム間の電気通信及び情報交換 - ローカル及びメトロポリタンエリアネットワーク - 技術報告書及び指針
- ISO 11806 農業及び林業機械 - ハンドヘルド形燃焼機関駆動ブラシカッタ及び草刈込み機 - 安全性
- ISO 11807 集中光学 - 用語集
- ISO 11810 レーザ及びレーザ関連機器 - 外科用ドレープ及び/又は患者保護カバーの耐レーザ性に対する試験方法及び分類
- ISO 11812 小型船舶 - 防水操縦室及び急速排水操縦室
- ISO 11813 牛乳及び乳製品 - 亜鉛の定量 - フレーム原子吸光分析法
- ISO 11814 粉乳 - 熱処理強度の評価 - 高性能液体クロマトグラフィーを使用する方法
- ISO 11815 牛乳 - 牛レンニンの全乳汁凝固の求め方
- ISO 11816 牛乳及び乳製品 - アルカリホスファターゼの活動の測定
- ISO 11817 ばいせんコーヒー - 水分の定量 - カールフィッシャー法(参照法)
- ISO 11819 音響学 - 交通騒音に対する路面の影響の測定
- ISO 11822 情報及びドキュメンテーション - 文献情報交換のためのアラビア文字符号化文字集合の拡張
- ISO 11833 プラスチック - 非可塑性ポリ塩化ビニルシート - タイプ、寸法及び特性
- ISO 11844 金属及び合金の腐食 - 屋内雰囲気の低腐食性の分類
- ISO 11852 ゴム - 滴定による現地天然ゴムラテックスのメグネシウム含有量の求め方
- ISO/PAS 11856 繊維製床仕上げ材
- ISO 11858 繊維製床敷物 - アタッチドフォームの破砕性の測定
- ISO 11860 繊維製床敷物 - ジュートカーペット裏地 - 仕様
- ISO 11865 即席全脂粉乳 - 白斑数の測定
- ISO/IEC 11889 情報技術 - TPM
- ISO 11898 道路車両 - コントローラエリアネットワーク (CAN)[4]
- ISO 11900 プレス工具 - ボールロックパンチリテーナ
- ISO 11901 プレス工具 - ガススプリング
- ISO 11903 プレス工具 - ガイドピラー形取付具
- ISO 11904 音響 - 耳元においた音源からの音のエミッションの測定
- ISO 11905 水質 - 窒素の定量
- ISO 11907 プラスチック - 発煙 - 燃焼放出物の腐食性の測定方法
- ISO 11908 塗料用ビヒクル - アミノ樹脂 - 一般試験法
- ISO 11909 塗料及びワニス用バインダ - ポリイソシアネート樹脂 - 一般試験法
- ISO 11922 液体搬送用熱可塑性プラスチック管 - 寸法及び公差
- ISO 11926 一般使用及び流体動力接続 - ISO 725ねじ及びO-リングシーリング付ポート及びスタッドエンド
- ISO 11933 密閉囲い構成部品
- ISO 11940 情報及びドキュメンテーション - タイ語の転写
- ISO/TR 11941 情報及びドキュメンテーション - 韓国文字のラテン語文字への翻字
- ISO 11943 作動油動力 - 液体用オンライン自動粒子計数装置 - 校正及び妥当性確認方法
- ISO 11948 尿吸収補助具
- ISO 11949 冷間電解還元ブリキ板
- ISO 11950 冷間電解還元クロム又は酸化クロム被覆鋼
- ISO/TR 11954 燃料電池路上走行車 - 最高速度の測定
- ISO 11960 石油及び天然ガス工業 - 井戸のケーシング又はチュービングとして使用するための鋼管
- ISO 11972 一般用耐食鋳鋼
- ISO/IEC 11976 情報技術 - 130 mm書換可能及び追記形大容量光(UDO)ディスクカートリッジ上でのデータ交換 - 容量：60 Gbytes/カートリッジ - 第二世代
- ISO 11979 眼科用インプラント - 眼内レンズ
- ISO/IEC 11989 情報技術 - iSCSIマネジメントAPI
- ISO 11992 路上走行車 - けん引及び被けん引車両間の電気的接続におけるデジタル情報の交換
- ISO 11998 塗料及びワニス - 耐洗浄性の測定及び被膜の清浄性